# La banda (film 2007)
La banda (Bikur Ha-Tizmoret) è un film del 2007 scritto e diretto da Eran Kolirin, presentato al 60º Festival di Cannes nella sezione Un Certain Regard.
Il film racconta le vicende dei componenti di una banda musicale egiziana, giunta in Israele per un concerto, che per errore si ritrovano in un paese sperduto e vengono ospitati da una famiglia locale.

## Trama
I componenti della banda musicale della Polizia di Alessandria d'Egitto volano in Israele per dare un concerto in occasione dell'inaugurazione di un centro culturale arabo. Non c'è nessuno ad attenderli all'aeroporto, e il dispotico direttore Tewfiq non vuole chiedere indicazioni all'ambasciata. Il giovane Khaled chiede informazioni all'aeroporto, ma, distratto dalle belle donne, non capisce bene l'indicazione che gli viene data, e il gruppo scende dal pullman in uno sperduto paese nel mezzo del deserto, dove naturalmente non c'è alcun centro culturale arabo.
Senza un mezzo di trasporto fino al giorno successivo, e perciò impossibilitati a giungere alla giusta destinazione, i membri del gruppo devono accettare l'ospitalità della ristoratrice Dina, che accoglie in casa propria Tewqif e Khaled, e del suo collega Simon, che insieme alla (non entusiasta) moglie ospita il resto della banda. All'inizio sembra prevalere l'incomunicabilità, ma poi, durante la serata, ognuno si apre per confidare, in particolare attraverso la musica, le proprie paure e speranze.

## Riconoscimenti
- Tokyo International Film Festival 2007: Grand Prix per il miglior film
- Seminci 2007: Premio Pilar Miró per il miglior nuovo regista
- 2 European Film Awards 2007: miglior attore (Sasson Gabai), Prix Fassbinder
- Festival di Mons 2008: Coup de cœur della giuria e miglior interpretazione maschile (Sasson Gabai)